# Host Hostili
Host Hostili (en llatí Hostus Hostilius) va ser un notable romà originari de Medullia, el primer que va portar el nom Hostilius a Roma, on s'instal·là sota el regnat de Ròmul, de qui va ser company d'armes. Se'l considera fundador de la gens Hostília.
Quan es va produir el rapte de les sabines, es va casar amb la matrona sabina Hersília de la que va tenir un fill que fou el pare de Tul·li Hostili, tercer rei de Roma. Durant el combat amb els sabins, Host Hostili es va destacar lluitant a primera fila de l'exèrcit romà. Va ser el primer de caure, cosa que va provocar un moment de pànic a les files romanes, però la intervenció de Júpiter va restablir la situació.
Host Hostili ja s'havia mostrat especialment valent en la presa de Fidenes, on va obtenir com a recompensa una corona de llorer, la primera que es va concedir a Roma.